# Cyathobasis
Cyathobasis é um género botânico pertencente à família Amaranthaceae.

## Espécies
- Cyathobasis fruticulosa